# Los Angeles Film Critics Association Award de la meilleure actrice dans un second rôle
Le Los Angeles Film Critics Association Award de la meilleure actrice dans un second rôle (LAFCA for Best Supporting Actress) est une récompense cinématographique américaine décernée par la Los Angeles Film Critics Association depuis 1977 au cours de la cérémonie annuelle des LAFCA Awards.

## Palmarès
Note : le vainqueur de chaque année est indiqué en premier et en gras, les autres nommés si mentionnés sont indiqués en dessous.

### Années 1970
- 1977 : Vanessa Redgrave pour son rôle dans Julia
- 1978 : (ex æquo)
- Maureen Stapleton pour son rôle dans Intérieurs (Interiors)
- Mona Washbourne pour son rôle dans Stevie
  - Geraldine Page pour son rôle dans Intérieurs (Interiors)
- 1979 : Meryl Streep pour ses rôles dans Kramer contre Kramer (Kramer vs. Kramer), La Vie privée d'un sénateur (The Seduction of Joe Tynan) et Manhattan

### Années 1980
- 1980 : Mary Steenburgen pour son rôle dans Melvin and Howard
- 1981 : Maureen Stapleton pour son rôle dans Reds
  - Melinda Dillon pour son rôle dans Absence de malice (Absence of Malice)
- 1982 : Glenn Close pour son rôle dans Le Monde selon Garp (The World According to Garp)
  - Cher pour son rôle dans Reviens Jimmy Dean, reviens (Come Back to the 5 & Dime, Jimmy Dean, Jimmy Dean)
- 1983 : Linda Hunt pour son rôle dans L'Année de tous les dangers (The Year of Living Dangerously)
  - Cher pour son rôle de Sissy dans Le Mystère Silkwood (Silkwood)
- 1984 : Kathleen Turner pour son rôle dans La Route des Indes (A Passage to India)
  - Christine Lahti pour son rôle dans Swing Shift
- 1985 : Anjelica Huston pour son rôle dans L'Honneur des Prizzi (Prizzi's Honor)
  - Oprah Winfrey pour son rôle dans La Couleur pourpre (The Color Purple)
- 1986 : (ex æquo)
- Cathy Tyson (en) pour son rôle dans Mona Lisa
- Dianne Wiest pour son rôle dans Hannah et ses sœurs (Hannah and Her Sisters)
- 1987 : (ex æquo)
- Olympia Dukakis pour son rôle dans Éclair de lune (Moonstruck)
- Vanessa Redgrave pour son rôle dans Prick Up Your Ears
- 1988 : Geneviève Bujold pour ses rôles dans Faux-semblants (Dead Ringers) et dans The Moderns
  - Miriam Margolyes pour son rôle dans La Petite Dorrit (Little Dorrit)
- 1989 :
- Brenda Fricker pour son rôle dans My Left Foot (My Left Foot: The Story of Christy Brown)
  - Anjelica Huston pour son rôle dans Ennemies, une histoire d'amour (Enemies: A Love Story)

### Années 1990
- 1990 : Lorraine Bracco pour son rôle dans Les Affranchis (Goodfellas)
  - Dianne Wiest pour son rôle dans Edward aux mains d'argent (Edward Scissorhands)
- 1991 : Jane Horrocks pour son rôle dans Life Is Sweet
  - Amanda Plummer pour son rôle dans The Fisher King : Le Roi pêcheur (The Fisher King)
- 1992 : Judy Davis pour son rôle dans Maris et Femmes (Husbands and Wives)
  - Miranda Richardson pour ses rôles dans Avril enchanté (Enchanted April) , Fatale (Damage) et The Crying Game
- 1993 : (ex æquo)
- Anna Paquin pour son rôle dans La Leçon de piano (The Piano)
- Rosie Perez pour son rôle dans État second (Fearless)
- 1994 : Dianne Wiest pour son rôle dans Coups de feu sur Broadway (Bullets over Broadway)
- 1995 : Joan Allen pour son rôle dans Nixon
  - Mira Sorvino pour son rôle dans Maudite Aphrodite (Mighty Aphrodite)
- 1996 : Barbara Hershey pour son rôle dans Portrait de femme (The Portrait of a Lady)
  - Courtney Love pour son rôle dans Larry Flint (The People VS. Larry Flynt)
- 1997 : Julianne Moore pour son rôle dans Boogie Nights
  - Gloria Stuart pour son rôle dans Titanic
- 1998 : Joan Allen pour son rôle dans Pleasantville
  - Kathy Bates pour son rôle dans Primary Colors
- 1999 : Chloë Sevigny pour son rôle dans Boys Don't Cry
  - Samantha Morton pour son rôle dans Accords et Désaccords (Sweet and Lowdown)

### Années 2000
- 2000 : Frances McDormand pour ses rôles dans Presque célèbre (Almost Famous) et Wonder Boys
  - Zhang Ziyi pour son rôle dans Tigre et Dragon (Wo hu cang long)
- 2001 : Kate Winslet pour son rôle dans Iris
  - Helen Mirren pour ses rôles dans Last Orders et Gosford Park
- 2002 : Edie Falco pour son rôle dans Sunshine State
  - Kathy Bates pour son rôle dans Monsieur Schmidt (About Schmidt)
- 2003 : Shohreh Aghdashloo pour son rôle dans House of Sand and Fog
  - Melissa Leo pour son rôle dans 21 Grammes (21 Grams)
- 2004 : Virginia Madsen pour son rôle dans Sideways
  - Cate Blanchett pour ses rôles dans Aviator et Coffee and Cigarettes
- 2005 : Catherine Keener pour ses rôles de Kathleen dans The Ballad of Jack and Rose, de Dot Woods dans L'Interprète (The Interpreter), de Trish Piedmont dans 40 ans, toujours puceau (The 40 Year Old Virgin) et d'Harper Lee dans Truman Capote (Capote)
  - Amy Adams pour le rôle d'Ashley Johnsten dans Junebug
- 2006 : Luminita Gheorghiu pour son rôle de Miora dans La Mort de Dante Lazarescu (Moartea domnului Lazarescu)
  - Jennifer Hudson pour le rôle d'Effie Melody White dans Dreamgirls
- 2007 : Amy Ryan pour ses rôles de Helene McCready dans Gone Baby Gone et de Martha Hanson dans 7 h 58 ce samedi-là (Before the Devil Knows You're Dead)
  - Cate Blanchett pour le rôle de Jude Quinn dans I'm Not There
- 2008 : Penélope Cruz pour ses rôles de Maria-Elena dans Vicky Cristina Barcelona et de Consuela Castillo dans Lovers (Elegy)
  - Viola Davis pour le rôle de Madame Miller dans Doute (Doubt)
- 2009 : Mo'Nique pour le rôle de Mary Lee Johnston dans Precious (Precious:  Based on the Novel 'Push' by Sapphire)
  - Anna Kendrick pour le rôle de Natalie Keener dans In the Air (Up in the  Air)

### Années 2010
- 2010 : Jacki Weaver pour le rôle de Janine « Smurf » Cody dans Animal Kingdom
  - Olivia Williams pour le rôle de Ruth Lang dans The Ghost Writer
- 2011 : Jessica Chastain pour ses rôles dans Coriolanus, L'Affaire Rachel Singer (The Debt), La Couleur des sentiments (The Help), Take Shelter, Killing Fields (Texas Killing Fields) et The Tree of Life
  - Janet McTeer pour le rôle de Hubert Page dans Albert Nobbs
- 2012 : Amy Adams pour le rôle de Mary Sue Dodd dans The Master
  - Anne Hathaway pour les rôles de Fantine dans Les Misérables et Selina Kyle dans The Dark Knight Rises
- 2013 : Lupita Nyong'o pour le rôle de Patsey dans Twelve Years a Slave
  - June Squibb pour le rôle de Kate Grant dans Nebraska
- 2014 : Agata Kulesza pour le rôle de Wanda Gruz dans Ida
  - Rene Russo pour le rôle de Nina Romina dans Night Call (Nightcrawler)